# فرد مستعد
فرد مستعد أو فرد لديه القابلية (بالإنجليزية: Susceptible individual)‏ هو مُصطلحٌ في علم الوبائيات، يُقصد فيه بأنَّ فردٌ من السكان يكون معرضًا لخطر العدوى/الإصابة بمرضٍ ما.